# ویکی‌پدیای تایلندی
این وب‌گاه یک نسخه از ویکی‌پدیا به زبان تایلندی است که در دسامبر ۲۰۰۳ افتتاح شد و تا ۲۶ اوت ۲۰۱۰ دارای ۶۲۰۰۰ مقاله می‌باشد.
تا تاریخ ۱۵ ژوئیه ۲۰۱۱ این دانشنامه با بیش از ۶۸٬۰۰۰ مقاله در رتبهٔ چهل‌وششم ویکی‌پدیاها قرار دارد.